# Volkswagen Jetta (2010)
La Volkswagen Jetta A6 o Jetta VI è un'autovettura prodotta dalla casa automobilistica tedesca Volkswagen dal 2010 al 2018.
Si tratta della sesta generazione della omonima berlina a due volumi.

## Profilo e descrizione
La sesta versione della Jetta è stata introdotta nel 2010, sia in Europa che in Nord America. Come la serie precedente, viene prodotta per tutti i mercati a Puebla in Messico. Questa versione è stata l'ultima a essere importata in Italia e nella Svizzera Italiana.
A differenza delle precedenti generazioni, la Jetta di sesta generazione non è solamente una versione a tre volumi della Golf, ma costituisce un progetto indipendente, seppur basato sulla stessa piattaforma. Le dimensioni sono aumentate ancora e in particolare la lunghezza cresce di 90mm, la larghezza di 23mm e il passo di 70mm.
La linea viene aggiornata e il frontale è ripreso in scala leggermente maggiore da quello della quinta serie della Volkswagen Polo. 

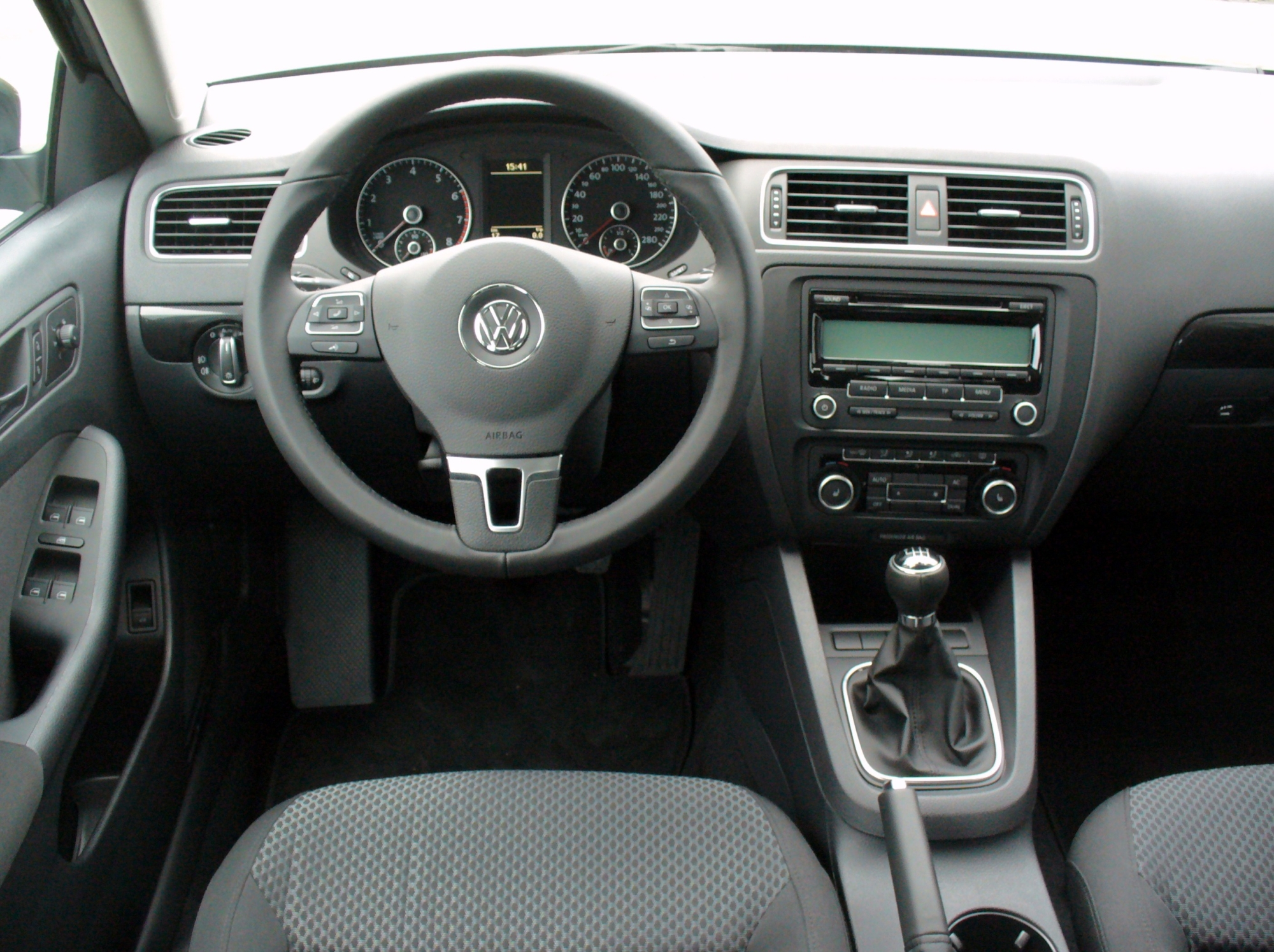
Interni di una Jetta A6

In Italia viene venduta in un unico allestimento, con due motori, entrambi con la tecnologia a basso impatto ambientale BlueMotion: un 1.2 TSI a benzina e un 1.6 TDI come motore diesel. Entrambi erogano 105 CV di potenza. Il cambio è un manuale a 6 marce per il 1.2 TSI, mentre per il 1.6 TDI è disponibile sia un cambio manuale a 5 marce sia un cambio automatico DSG a doppia frizione a 7 rapporti.
Negli altri mercati europei, invece, sono disponibili anche motorizzazioni differenti non importate in Italia: si tratta dei 1.4 TSI a benzina nelle varianti da 122cv e 160cv, del 2.0 TSI a benzina da 200cv e del 2.0 TDI da 140cv.
Per quanto riguarda la sicurezza automobilistica, questa versione della Jetta è stata sottoposta nel 2011 ai crash test dell'Euro NCAP ottenendo il risultato di 5 stelle. Nel 2014 ha ottenuto lo stesso risultato di 5 stelle anche nei test effettuati negli Stati Uniti d'America da parte della National Highway Traffic Safety Administration.
A settembre 2014 c’è stato un leggero restyling che, oltre a ritocchi esterni ed interni, ha compreso anche l'ammodernamento dell'intera gamma di motori (ora conformi alla normativa Euro 6 sulle emissioni). Si hanno anche lievi ritocchi di potenza per alcuni motori: il 1.4 TSI ora eroga 125cv o 150cv mentre il 2.0 TDI 150cv. Inoltre cessa la produzione del 2.0 TSI. 
Al salone dell'automobile di Detroit del 2018 è stata presentata in anteprima la nuova versione destinata a sostituirla nel corso dell'anno.

### Altre versioni
La vettura commercializzata nel Nord America è sostanzialmente identica alla versione europea (fatta eccezione per i side-markers laterali). Cambia però la gamma dei motori. C'è un motore a benzina 2.0 con 83 kW (113 CV) (corrisponde al motore a otto valvole "ABA") e un motore a benzina a cinque cilindri 2.5 con 125 kW (170 CV), così come il 2.0 diesel con 103 kW (140 CV).
Nel 2013 viene presentata una versione ibrida (denominata Turbo Hybrid): essa è caratterizzata dal 1.4 TSI da 150cv abbinato ad un motore elettrico da 27cv che forniscono una potenza combinata di 170cv e 249Nm di coppia. 
Inoltre dal 2016 il motore 2.0 a benzina viene sostituito dal 1.4 TSI da 150cv.
Questa generazione è stata costruita per il mercato della Repubblica Popolare Cinese negli stabilimenti Volkswagen di Anting, Changchun e Chengdu. In Argentina, invece, viene denominata Vento ed è commercializzata anche in versione familiare Variant, derivata dalla Golf Variant.

## Motorizzazioni
| Modello            | Disponibilità    | Motore  | Cilindrata (cm³) | Potenza        | Coppia max (Nm) | Emissioni CO2 (g/km) | 0–100 km/h (secondi) | Velocità max (km/h) | Consumo medio (km/l) |
| 1.2 TSI BlueMotion | dal 2010 al 2018 | Benzina | 1197             | 77 Kw (105 Cv) | 175             | 123                  | 10.9                 | 190                 | 18.9                 |
| 1.6 TDI BlueMotion | dal 2010 al 2018 | Diesel  | 1598             | 77 Kw (105 Cv) | 250             | 109                  | 11.7                 | 190                 | 23.8                 |

.